# Hans-Georg Maaßen
Hans-Georg Maaßen (ur. 24 listopada 1962 w Mönchengladbach) – niemiecki prawnik, urzędnik, w latach 2012–2018 prezes Federalnego Urzędu Ochrony Konstytucji (niem. Bundesamt für Verfassungsschutz) – cywilnego kontrwywiadu Republiki Federalnej Niemiec.
Od 2023 r. przewodniczący konserwatywnego stowarzyszenia, a następnie partii politycznej Werteunion.

## Życiorys
Hans-Georg Maaßen w 1982 roku ukończył gimnazjum w dzielnicy Mönchengladbach – Rheindahlen. Studiował następnie prawo na Uniwersytetach w Kolonii i Bonn. W 1987 r. zdał egzamin prawniczy I stopnia, cztery lata później II stopnia. W 1997 roku obronił doktorat na Uniwersytecie w Kolonii pod kierunkiem prof. Hartmuta Schiedermaira na podstawie rozprawy Die Rechtsstellung des Asylbewerbers im Völkerrecht.
Od 1991 roku zatrudniony w Federalnym Ministerstwie Spraw Wewnętrznych, początkowo jako radca w Departamencie ds. Cudzoziemców i w Departamencie Policji, a następnie osobisty asystent Sekretarza Stanu ds. Bezpieczeństwa. Od 2002 r. kierował pracami Departamentu Prawa Imigracyjnego. W 2008 r. objął stanowisko dyrektora wydziału antyterrorystycznego w Departamencie Bezpieczeństwa Publicznego MSW.
Od 2001 do 2016 r. był wykładowcą na Wydziale Prawa Publicznego i Administracji Publicznej Wolnego Uniwersytetu w Berlinie, a od 2006 prowadził gościnne wykłady na Uniwersytecie Tsukuba w Tokio. Od 2005 r. współredaktor i redaktor czasopisma Journal of Immigration Law and Immigration Policy.
Od 1 sierpnia 2012 prezes Federalnego Urzędu Ochrony Konstytucji. W 2018 roku odwołany ze stanowiska po swojej wypowiedzi podważającej prawdziwości doniesień medialnych o atakach na cudzoziemców w Chemnitz. Zarzucano mu także kontakty z politykami Alternatywy dla Niemiec. Po odwołaniu początkowo miał pełnić funkcję sekretarza stanu w MSW, został jednak po naciskach koalicyjnej SPD, na wniosek ministra Horsta Seehofera przeniesiony w stan spoczynku.
W 2021 roku startował bezskutecznie z list CDU w wyborach do Bundestagu w okręgu wyborczym nr 196 w Turyngii.
Krytyk polityki migracyjnej kanclerz Angeli Merkel. Związał się z konserwatywnym, prawicowym stowarzyszeniem Werteunion, któremu przewodniczy od 2023 roku. W 2024 roku zrezygnował z członkostwa w CDU (do partii wstąpił w 1978) i ogłosił przekształcenie Werteunion w partię polityczną, zapowiadając nawiązanie współpracy z Alternatywą dla Niemiec i ruchem Sahry Wagenknecht.
Żonaty z japońską prawniczką Yuko Maaßen. Zna biegle język japoński.